# شیرینه
شیرینه، گِلی ناز (نام علمی: Glinus lotoides) نام یک گونه از سرده شیرینه است.